# Клюкин, Борис Дмитриевич
Борис Дмитриевич Клюкин (24 сентября 1929, Казань — 2011) — российский правовед, доктор юридических наук, профессор.

## Биография
В 1954 г. окончил юридический факультет Московского государственного университета им. М. В. Ломоносова. Секретарь исполкома Камешкирского райсовета Пензенской обл. (1954—1956); инструктор Донецкого облисполкома (1956—1958); консультант юридической комиссии при Совете Министров СССР (1958—1962); учёный секретарь Института государства и права АН СССР (1962—1973); заведующий отделом управления ВНИИ экономики МСХ СССР (1973—1976); старший научный сотрудник Института США и Канады (1976—1982); заведующий отделом Института законодательства и сравнительного правоведения при Правительстве России (1982—2000); профессор кафедры горного права Российского государственного университета нефти и газа имени И. М. Губкина, профессор кафедры аграрного и экологического права Московской государственной юридической академии (с 2001). Подготовил 20 кандидатов наук.
Б. Д. Клюкин участвовал в законотворческой работе при подготовке Закона РФ «О недрах», Положения о лицензировании пользования недрами, проекта Горного кодекса РФ и др.
Во многом благодаря Борису Дмитриевичу Клюкину в России было возобновлено преподавание дисциплины «горное право» в Московской государственной юридической академии и других ведущих юридических вузах России. Многие годы Б. Д. Клюкин сотрудничал с Перчиком А. И.

## Основные труды
Автор более 200 научных работ, в том числе 10 монографий, среди них: Горные отношения в странах Западной Европы и Америки. М.: Городец, 2000; США: правовое регулирование сельского хозяйства: Монография. М.: Наука,1994.
Соавтор научно-практического комментария к Закону РФ «О недрах», 2004 г., постатейного комментария к Земельному кодексу, учебников для юридических вузов по земельному праву и экологическому праву.